# 西村陸奥夫

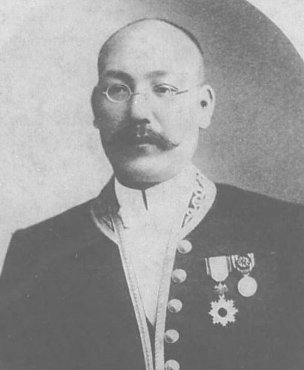
西村陸奥夫

西村 陸奥夫（にしむら むつお、明治元年9月21日（1868年11月5日） - 明治45年（1912年）1月8日）は、日本の内務官僚、佐賀県知事。

## 経歴
陸奥国津軽郡妙堂崎村（後青森県西津軽郡水元村、現在の北津軽郡鶴田町）出身。西村孫兵衛の長男として生まれる。東奥義塾を卒業し、1887年（明治20年）から1889年（明治22年）まで北津軽郡立高等小学校で雇教員として働いた。1890年（明治23年）、東京専門学校政学部(現早稲田大学政経学部)を卒業。1891年（明治24年）、青森県内務部雇となり、1893年（明治26年）には青森県会に異動となった。翌年、職を辞して上京し、法律学の勉強に励んだ。1895年（明治28年）11月、文官高等試験行政科試験に合格し、翌年に内務省属・県治局勤務となった。
その後、栃木県参事官、徳島県参事官、鹿児島県事務官・第四部長、島根県事務官・第一部長、福島県事務官・第一部長兼第三部長、宮城県事務官・第一部長兼第三部長などの職を歴任した。
1908年（明治41年）12月、佐賀県知事に任命されたが、1911年（明治44年）の夏秋の境ごろから病にかかり、10月6日付で休職となった。翌年の1月8日に死去。